# Kiszsidány
Kiszsidány (Duits: Roggendorf) is een plaats (község) en gemeente in het Hongaarse comitaat Vas. Kiszsidány telt 118 inwoners (2001).